# Kimblesworth and Plawsworth
Kimblesworth and Plawsworth – civil parish w Anglii, w hrabstwie Durham. W 2011 civil parish liczyła 1614 mieszkańców.